# Audrey Ciofani
Pour les articles homonymes, voir Ciofani.
Audrey Ciofani (née le 13 mars 1996 à Colombes) est une athlète française, spécialiste du lancer de marteau.
C'est la fille de Walter Ciofani et de la Camerounaise Jeanne Ngo Minyemeck, vainqueur des Jeux africains 1987 au lancer du disque. Elle est la sœur de la joueuse de rugby à sept Anne-Cécile Ciofani.
Elle remporte la médaille d'or aux Championnats d'Europe juniors d'athlétisme 2015 ; il s'agit de la première médaille d'or au lancer dans cette compétition de l'histoire de l'athlétisme français.
En 2018, elle est vice-championne de France à Albi avec un lancer à 68 mètres 57.